# Olla podrida
Olla podrida är en spansk nationalrätt bestående av olika sorters hackat kött, som kokas i buljong tillsammans med kryddor och grönsaker, vanligen kikärter, kål och lök.
Ibland tillsätts även fisk, korv och hårdkokta ägg. 
I överförd bemärkelse kan Olla podrida betyda sammelsurium.